# GBU-38
Pour les articles homonymes, voir GBU.

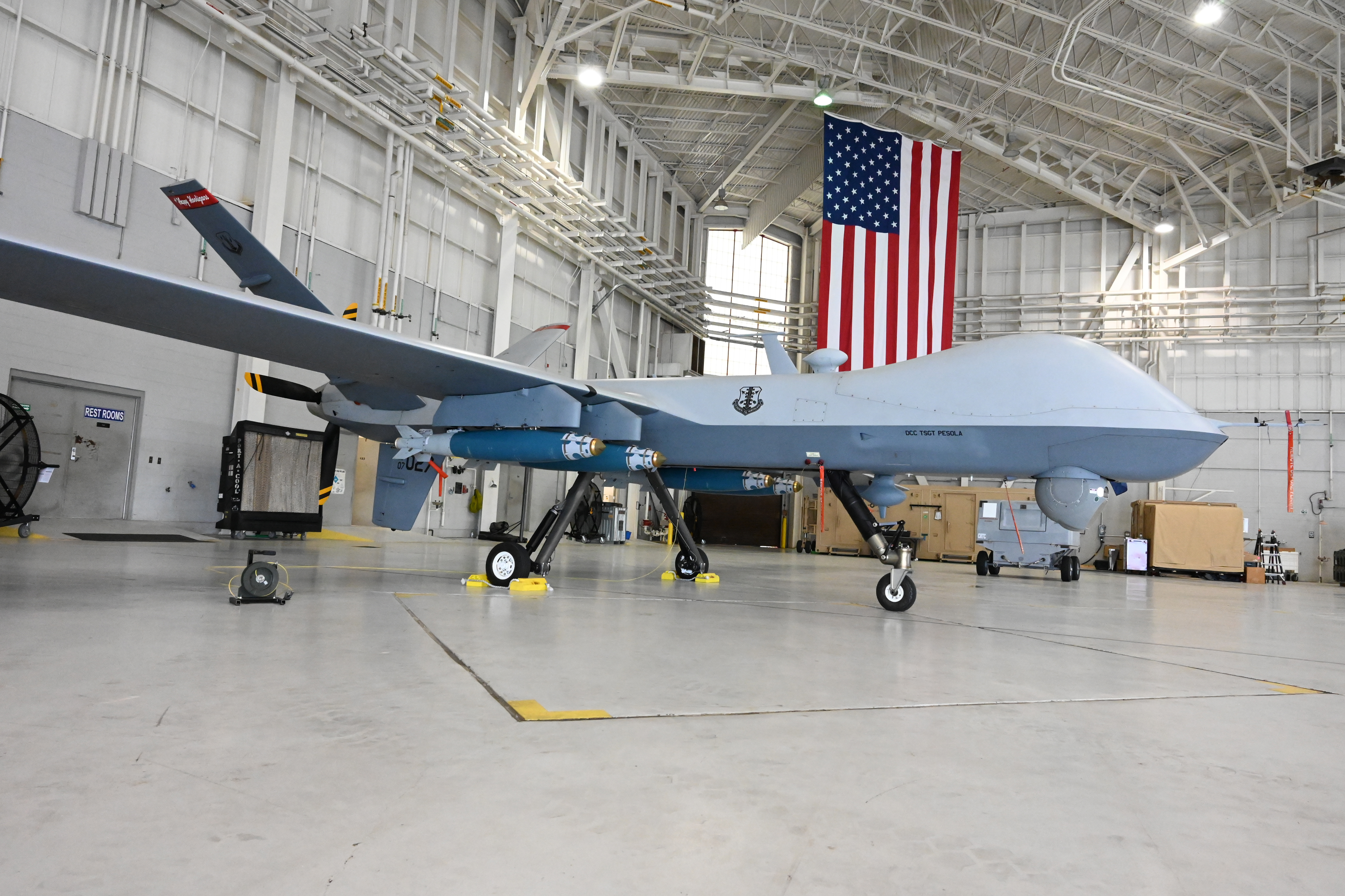
Sur un MQ-9 Reaper

La GBU-38 GAM (Guided Bomb Unit-38 GPS-Aided Munition - Bombe guidée type-38 à guidage GPS) est une bombe développée par les Etats-Unis pour les avions d'attaque au sol. La bombe peut pénétrer des cibles renforcées ou enterrées. Elle utilise le corps de la bombe Mark 82.

## Description
Elle est devenue opérationnelle en 2004, testée au combat par l'armée américaine sur F-16 en Irak. 

## Opérateurs
- États-Unis
- Espagne, sur Harrier AV-8B[2]